# Чуангсри, Сучата
Сучата Чуангсри (тайск. สุชาตา ช่วงศรี; род. 20 сентября 2003, Пхукет) — тайская модель и королева красоты, победительница конкурса «Мисс мира 2025».

## Биография
Чуангсри родилась на Пхукет в семье Танет Донкамнерд и Супатры Чуангсри. Ее семья управляет частным бизнесом в Таланге, провинция Пхукет. Сучата получила начальное и неполное среднее образование в школе Каджонкиетсукса, а полное среднее образование — в школе Триам Удом Сукса, где она специализировалась на китайском языке по программе искусств.
Чуангсри получала степень бакалавра в области политики и международных отношений на факультете политологии Университет Таммасат.

## Конкурс красоты
Сухата начала участвовать в конкурсах красоты, чтобы повысить осведомленность о раке молочной железы. Потому что когда ей было 16 лет, у нее обнаружили опухоль диаметром 10 сантиметров в обеих молочных железах. Это привело к необходимости проведения операции по поводу избыточной шишки в груди. Однако после обследования было установлено, что он не является раковым, потому что его можно было вовремя удалить
В 2022 году Чуангсри приняла участие в конкурсе «Мисс Вселенная Таиланд 2022», где она заняла 3-я Вице-мисс. Позже она стала второй вице-мисс после ухода 1-я Вице-мисс Николен Лимснукан.
В 2024 году Чуангсри была назначена представлять Бангкок на конкурсе «Мисс Вселенная Таиланд 2024». Она выиграла несколько специальных наград, включая Мисс Обаятельный Талант и Мисс Красота и Уверенность. В конце конкурса она была коронована как Мисс Вселенная Таиланд 2024.
Чуангсри представляла Таиланд на конкурсе «Мисс Вселенная 2024», который состоялся 17 ноября 2024 года в Мехико, где она заняла 3-я Вице-мисс и получила награду Voice for Change – Silver.
22 апреля 2025 года Чуангсри была назначена организацией Мисс Мира Таиланд — совместным проектом Tero Entertainment и TPN Global — представлять Таиланд на конкурсе «Мисс мира 2025» в Индия. После победы в мультимедийном конкурсе Чуангсри обеспечила себе место в Топ-40. Конкурс состоялся 31 мая 2025 года в Хайдарабаде. Она была коронована как «Мисс мира 2025», став первой тайкой и второй представительницей Юго-Восточной Азии, обладательницей этого титула.